# Vagiz Nazirovics Higyijatullin
Vagiz Nazirovics Higyijatullin (oroszul: Вагиз Назирович Хидиятуллин, tatárul: Вагыйзь Назир улы Һидиятуллин; Gubaha, 1959. március 3. –) orosz labdarúgó, korábban szovjet válogatott labdarúgó.

## Pályafutása

### Klubcsapatban
Pályafutása nagy részét a Szpartak Moszkvban töltötte. Játszott még a CSZKA Moszkva, a Karpati Lviv, a Toulouse FC és a Gyinamo Moszkva csapataiban is. 

### A válogatottban
1978 és 1990 között 58 alkalommal szerepelt a szovjet válogatottban és 6 gólt szerzett. Tagja volt az 1980. évi nyári olimpiai játékokon bronzérmet nyerő válogatottnak. Részt vett az 1982-es és az 1990-es világbajnokságon, illetve az 1988-as Európa-bajnokságon, ahol döntőt játszottak.

## Sikerei, díjai
Szpartak Moszkva
- Szovjet bajnok (2): 1979, 1987

Gyinamo Moszkva
- Orosz kupa (1): 1994

Szovjetunió
- U18-as Európa-bajnok (1): 1976
- Ifjúsági világbajnok (1): 1977
- Olimpiai bronzérmes (1): 1980
- Európa-bajnoki döntős (1): 1988

## Külső hivatkozások
- Vagiz Nazirovics Higyijatullin – a FIFA adatbázisában
- Vagiz Higyijatullin adatlapja a National-Football-Teams.com oldalon (angolul)

- Vagiz Higyijatullin. eu-football.info
- Vagiz Nazirovics Higyijatullin profilja az Olympedia oldalán (angolul)